# Клубович, Владимир Владимирович
Владимир Владимирович Клубович (род. 26 марта 1933) — советский и белорусский учёный в области технологии обработки металлов, академик Национальной академии наук Беларуси (1996).
Родился 26.03.1933 в д. Вороничи Зельвенского района Гродненской области.
Окончил Белорусский государственный университет (1956).
В 1957—1975 гг. младший, старший научный сотрудник, в 1975 г. заведующий лабораторией Физико-технического института АН БССР. В 1963 г. защитил кандидатскую диссертацию:
- Влияние ультразвука на процесс пластической деформации : диссертация ... кандидата технических наук : 05.00.00. - Минск, 1963. - 143 с. : ил.

С 1975 г. директор Витебского отделения Института физики твердого тела и полупроводников АН БССР.
В 1994—2002 гг. директор, с 2002 г. главный научный сотрудник Института технической акустики НАН Беларуси.
Доктор технических наук (1973), профессор (1979).
Проводил исследования по пластичности и обработке металлов при воздействии на них ультразвуковых колебаний. Разработал замкнутые колебательные системы для обработки металлов и сплавов с наложением продольных ультразвуковых колебаний, и процесс получения коррозионностойкой композиционной проволоки с наложением ультразвуковых колебаний.
Создал научные основы использования ультразвука для управления процессами самораспространяющегося высокотемпературного синтеза, ионно-плазменного напыления, воздействия ультразвука на сплавы с памятью формы.
Автор более 300 научных трудов, в том числе 15 монографий, обладатель 160 авторских свидетельств и патентов на изобретения.
С 1977 г. член-корреспондент Академии наук Белорусской ССР. С 1996 г. академик НАН РБ.
Лауреат Государственной премии БССР 1984 г. — за цикл работ «Разработка научных основ использования мощного ультразвука в технологических процессах обработки материалов».
Заслуженный деятель науки Республики Беларусь (2010). Награждён орденом «Знак Почёта» (1979), медалями.
Сочинения:
- Применение ультразвука в промышленности [Текст] / В. П. Северденко, В. В. Клубович ; АН БССР. Физ.-техн. ин-т. - Минск : Наука и техника, 1967. - 261 с. : ил.; 22 см.
- Прокатка и волочение с ультразвуком [Текст] / В. П. Северденко, В. В. Клубович, А. В. Степаненко. - Минск : Наука и техника, 1970. - 288 с. : черт.; 22 см.
- Обработка металлов давлением с ультразвуком [Текст] / В. П. Северденко, В. В. Клубович, А. В. Степаненко. - Минск : Наука и техника, 1973. - 286 с. : ил.; 22 см.
- Ультразвук и пластичность [Текст] / В. П. Северденко, В. В. Клубович, А. В. Степаненко. - Минск : Наука и техника, 1976. - 446 с. : ил.; 22 см.
- Ультразвуковая обработка материалов / В. В. Клубович, А. В. Степаненко. - Минск : Наука и техника, 1981. - 295 с. : ил.; 22 см.
- Ультразвуковая пайка в радио- и приборостроении [Текст] / В. В. Клубович, М. Д. Тявловский, В. Л. Ланин. - Минск : Наука и техника, 1985. - 263 с. : ил.; 22 см. - (Наука и технический прогресс).
- Ультразвук в технологии [Текст] / В.В. Клубович, чл.-кор. АН БССР, д-р техн. наук, П.П. Прохоренко, канд. техн. наук. - Москва : Знание, 1977. - 62 с.; 20 см. - (Новое в жизни, науке, технике. Серия "Техника". № 9).
- Методы выращивания кристаллов из растворов / В. В. Клубович, Н. К. Толочко; АН БССР, Витеб. отд-ние Ин-та физики твердого тела и полупроводников. - Минск : Навука i тэхнiка, 1991. - 295,[1] с. : ил.; 22 см.; ISBN 5-343-00706-6
- Ультразвуковые виброударные процессы. Мн.: БНТУ, 2004 (совм. с В. В. Артемьевым, В. Н. Сакевичем).
- Ультразвук в процессах СВС. Мн., 2006 (совм. с М. М. Кулаком, Б. Б. Хина).
- Технологии изготовления и обработки специальных периодических профилей. Мн.: БНТУ, 2007 (совм. с В. А. Томило).
- Ультразвук в технологии производства композиционных кабелей. Мн.: Беларуская навука, 2012 (совм. с В. В. Рубаником, Ю. В. Царенко).
- Вторичное зародышеобразование в растворах / В. В. Клубович, Н. К. Толочко; АН Беларуси, Витеб. отд-ние Ин-та физики твердого тела и полупроводников. - Минск : Навука i тэхнiка, 1992. - 158,[2] с. : ил.; 20 см.; ISBN 5-343-00944-1